# Володін Андрій Сергійович
Володін Андрій Сергійович — учасник німецько-радянської війни, помічник командира взводу пішої розвідки окремого стрілецького батальйону 69-ї морської стрілецької бригади. Повний кавалер ордена Слави.

## Біографія
Народився 25 грудня 1919 року в місті Щербинівка Донецької області в сім'ї робітника. Отримав середню освіту. Працював на шахті в рідному місті. У 1939 році був призваний до лав Червоної армії. Брав участь у Німецько-радянській війні з перших днів. Захищав Москву, воював на Західному та Північно-Західному, Карельському фронтах і в Норвегії.
Під час розвідки у міста Петрозаводськ 19 червня 1944 року помкомвзводу пішої розвідки окремого стрілецького батальйону 69-ї морської стрілецької бригади старший сержант Володін разом з бійцями зробив проходи в дротяних загородженнях та мінному полі і його загін зайняв траншею противника. При цьому завдали відчутних втрат у живій силі і підірвали 2 ворожих дота. Був поранений, але залишався в строю до повного виконання бойового завдання.
Закінчив війну у Празі. Після війни мешкав у Челябінській області. Працював в міліції на Південно-Уральській залізниці.
Помер 12 вересня 1990 року. Похований в місті Чебаркуль.

## Нагороди
- Орден Слави 3-го ступеня — 20 липня 1944 року;
- Орден Слави 2-го ступеня — 9 вересня 1944 року;
- Орден Слави 1-го ступеня — 24 березня 1945 року;
- Орден Вітчизняної війни 2-го ступеня;
- Орден Вітчизняної війни 1-го ступеня;
- Орден Червоної Зірки.

## Пам'ять
- У місті Петрозаводськ його ім'я увічнене на меморіалі «Карельський фронт 1941—1944».

- На честь Володіна А. С. названа одна з вулиць міста Торецьк[1].